# Die medienanstalten
die medienanstalten –ALM GbRは、2011年までのドイツ連邦共和国州メディア監督機関連盟であり、全14（2007年2月以前には15）の州メディア機関機関が、民間放送の許可、監督並びに発展に際して、州を超えた問題について行う協力に奉仕する機関である。協力は、とりわけ民間テレビ・ラジオ放送局の平等を確保することを意図するものである。2011年3月16日以来、DLM（執行役会議）、ZAK（認可・監督委員会）、GVK（評議会代表会議）、KJM（青少年メディア保護委員会）及びKEK（メディア集中調査委員会）といった、各州メディア監督機関の共同の組織及び施設は、「die medienanstalten」という包括ブランドを使用している。

## 目的
協力の目的は、メディア監督機関連盟規約において以下のように記されている。  :
- 国内及び国際レベルでの放送の分野の加盟機関の利益保護
- 放送局との情報及び意見の交換
- 視聴覚部門において、許可と統制を越えて共通に関連する課題、とりわけ、番組 、立法、調査、メディアリテラシー及び資金に関する課題を扱うこと
- 加盟州メディア監督機関の任務にとって根本的な重要性を持つ問題について諮問を行うこと
- 番組の発展並びにこれに対する見解の作成及び関連の報告の観察と分析

## 組織
協力は、その委員会であるZAK、KJM、KEK並びに執行役会議、評議会代表会議、及び総会を通じて行われる。ドイツ放送州間協定第35条第7項に基づき設立される共同事務所（GGS）が、2010年5月にベルリンで、その業務を開始し、2013年9月には、青少年保護及びメディア集中規制がその任務範囲に加えられた。また、20名以上の事務局員が、州を越えた課題に関し、組織的・協調的に社会的な機能の担い手を助け、広報に協力している。
認可監督委員会（ZAK）は、14の州メディア監督機関の法定の代理人（執行役、評議会代表）によって構成されている。2013年1月1日以降、ZAKの議長は、ノルトライン＝ヴェストファーレン州メディア監督機関（LfM）の執行役である、ユルゲン・ブラウトマイアーである。ZAKにおいては、連邦全国範囲において放送する放送局の許可と監督に関する諮問、プラットフォーム規制並びにデジタル放送の進展が扱われる。その詳細な目的は、立法者により、放送州間協定第36条第2項に規定されている。 
州メディア監督機関執行役会議（DLM）は14州の法定の代表（執行役、評議会代表）によって構成されている。ZAKの議長は同時にDLMの議長でもある。DLMは、国内及び国際的なレベルにおいて、放送分野における加盟機関の利益を代表する権限を有する。DLMは、放送局と情報及び意見の交換を行い、視聴覚メディアの分野における、許可と監督の任務以外の共通の課題を処理し、普遍的に重要性を持つ加盟機関の任務について専門家に諮問を行い、また、番組の改善について観察し分析を行う。
3つの専門委員会（特定テーマの規制、技術・ネットワーク・融合、市民メディア・メディアリテラシー・青少年メディア規制）は、ZAK及びDLMの意思決定のために、内容面で準備を行う。加えて、メディア監督機関の一般的な予算の準備及び計画と庶務を担当する予算担当委員会がある。 
技術的な問題については、14の州メディア監督機関が技術的専門家に耳を傾ける州メディア監督機関技術会議（TKLM）において助言される。放送及びインターネット分野での青少年問題に関する問題については、KJMが扱う。1997年以降、テレビ分野での多様性保護は、州メディア監督機関の組織として機能するKEKに属する課題である。
GVKでは、14の州メディア監督機関の意思決定機関（メディア評議会、メディア委員会、会議等）の議長が、協力してきました。放送州間協定の第36条第3項に基づき、GVKは、民間事業者の無線伝送容量の割当及びプラットフォームの可用性についての選択決定を行った。また、GVKは、特に重要なメディア政策及び州メディア監督機関間の重要な協力のための事項について、助言を行う。ここに際しては、番組の開発及びメディア倫理の観点での課題が何よりも重要である。2012年1月1日からは、ヘッセン州民間放送及びニューメディア監督機関の議長である、ヴィンフリート・エンゲルがGVKの議長である。
DLMとGVKは共同で総会（GK）を形成し、これは民間放送の番組開発上の課題及び二元放送制度（公共放送と民間放送が並列する放送制度）にとって、基本的でメディア政策的に重要な決定のため、少なくとも年に2回開催される。

## 財源
die medienanstaltenは、その業務を行うため、放送負担金の約2%を使用する。
放送州間協定第40条及び放送財源州間協定第10条並びに第11条は、メディア監督機関の財政基盤を規定している。各州のメディア法が、特別の事項、例えばあらかじめの控除、について規定しており、ほとんどの州メディア監督機関がその影響を受ける。州を越えた業務及び共同事務所に関する財源調達については、州メディア監督機関を介して行われる。各寄与の料額については、各団体の予算及びコストの分配率によって決定される。その他の収益は例えば、職務上の行為に係る手数料等から得られる。